# Angelic Layer
Angelic Layer (tiếng Nhật: エンジェリックレイヤー) là một manga do nhóm CLAMP sáng tác, sau này được làm thành anime bởi hãng BONES.
Tác phẩm được công bố ở phiên bản tiếng Nhật bởi Kadokawa Shoten và ở phiên bản tiếng Anh bởi Tokyopop. Đây là tác phẩm đầu tiên của Clamp sử dụng 1 nét vẽ hoàn toàn khác với các tác phẩm của Clamp từ trước đến giờ theo kiểu vẽ thể hiện rõ đường nét và bớt tỉa thêm. Ở đây có nghĩa là bớt đi sự nhấn mạnh về chi tiết ngoaị hình nhưng thay vào đó là các pha hành động được nhấn mạnh rõ nét hơn.
Bộ manga này đã được chuyển thể sang 26 tập phim anime với tựa đề (Battle Doll Angelic Layer (機動天使エンジェリックレイヤー Kidō Tenshi Enjerikku Reiyā?, lit.Mobile Angel Angelic Layer) được phát sóng trên đài truyền hình Tokyo từ 1/4/2001 đến 23/9/2001.Bảy volume Video cũng đã được phát hành bởi ADV film trên DHS và DVD vào năm 2003 và được phát hành lại trong 5 volume vào năm 2005.
Angelic Layer có mối quan hệ với Series manga Chobit của Clamp, thể hiện rõ mối hòa đồng, lòng giao hữu giữa con người và người máy và sức mạnh thần thánh. Một số nhân vật trong Angelic Layer cũng xuất hiện trong Series Tsubasa Chronicle trong đó có các nhân vật chính và kể cả các thiên thần nữa.

## Nội dung
Nhân vật chính của Angelic Layer là Suzuhara Misaki, 1 học sinh năm nhất trung học (lớp 7) dọn đến Tokyo sống với người cô của mình là Asami Shouko. Sau khi dọn đến thành phố, Misaki đã theo dõi giải đấu Angelic Layer của đài truyền hình Tokyo và cô bé trở nên yêu thích. Cô bé bắt đầu học về giải đấu Angelic Layer nơi mà người chơi (tên goị là Deus) sẽ mua và tự chế tạo con búp bê (goị là Angel) Những Angel sẽ được điều khiển bằng hệ thống điều khiển bằng sóng não và di chuyển trên 1 sân đấu có tên là Layer. Layer rất đắt tiền, với hệ thống internet phủ sóng và trang bị cao.
Rồi sau đó 1 người đàn ông quái dị, mặc 1 bộ áo của nhà khoa học đã đến tìm Misaki, anh ta tự xưng là Mihara Ichiro, song yêu cầu cô bé gọi mình là Icchan (いっちゃん). Anh ta đã giúp đỡ Misaki rất nhiều trong việc thiết kế 1 Angel và chiến đấu. Cô bé đã sáng tạo và đặt tên cho Angel đó dựa theo hình mẫu của bản thân và nhân vật Hikaru trong "Hiệp sĩ phép màu" (Magic Knight Rayearth - một manga khác của Clamp). Misaki mong muốn rằng Hikaru tuy nhỏ bé nhưng sẽ là 1 Angel mạnh mẽ và hạnh phúc nhất.
Ở Tokyo, Misaki theo học tại Học viện Eriol, một học viện dành cho mẫu giáo đến trung học. Tại đó Misaki đã làm quen với Kobayashi Hatoko, 1 cô bé lớp mẫu giáo nhưng rất thông minh và trưởng thành, và cũng là 1 Deus nổi tiếng. Angel của Hatoko là 1 Angel rất mạnh với tốc độ đáng kinh ngạc tên là Suzuka. Misaki cũng trở thành bạn của anh trai của Hatoko là Kobayashi Kotarou và bạn của cậu ấy là Kizaki Tamayo, 1 cô bé với 48 chiêu võ thuật quyến rũ có thể hạ gục cậu bạn Kotarou mọi lúc mọi nơi, 2 người này sau đó đã trở thành bạn cùng lớp với Misaki.
Mặc dù Misaki mới chỉ tham gia Angelic layer được 2 tiếng nhưng Icchan - thực ra chính là một trong những người điều hành Angelic Layer - đã quyết định cho cô bé tham gia giải đấu của Đài truyền hình và tiếp đó là Đại hội toàn Kantou. Với khả năng quan sát và ghi nhớ cực tốt, Misaki nhanh chóng lọt vào top 4 người giỏi nhất Đại hội, chỉ thua trận đầu tiên trước Hatoko.
[Phần sau đây chưa được kiểm chứng]
Trong khi đang dần quen với thế giới mới, thì Misaki lại bị trói buộc lại với quá khứ của mình. Suy nghĩ của Misaki giờ lại tập trung về người mẹ của mình, người mà cô bé chưa từng gặp mặt hồi xưa. Cô bé cũng được biết là mẹ cô bé là nằm trong nhóm phát triển của Angelic Layer và với dự án là điềư khiển máy bằng sóng não, mẹ của Misaki đã là chủ tịch của Angelic Layer và đồng thời bà ấy cũng là Deus của Angel Athena - là 1 nhà vô địch của Angelic Layer.
Trong series manga thì mẹ của Misaki trong liên quan gì đến cái ghế chủ tịch và hệ thống sóng não kia và từ đó cũng có 1 kết khác cho manga.

## Các Deus và Angel
Suruhara Misaki: Là người tạo ra Angel Hikaru. Misaki tuy nhỏ người, chưa có kinh nghiệm nhưng cô bé lại có sức mạnh là lòng nhiệt thành và tình yêu Angel hết mực. Trong các trận đấu cô bé luôn tạo ra những bất ngờ nhờ khả năng quan sát bẩm sinh. Misaki cũng luôn lo lắng cho cả Angel của đối thủ như trong trận đấu với Angel Ranga, Mao,... Angel của cô bé - Hikaru thuộc loại Angel tốc độ, chú trọng vào sự nhanh nhẹn và phản xạ tốt. Trong manga, cô thích anh trai của Hakoto - Kobayashi Kotaro.
Kobayashi Hakoto: Được mệnh danh là Nữ thần vô địch, cô bé 5 tuổi này cùng với Angel thần tốc Suzuka đã chiến thắng ở nhiều giải đấu Angelic Layer.
Seto Ringo: Là nữ ca sĩ được yêu thích, vừa tập chơi Angel nhưng đã chơi rất khá. Angel của cô là Ranga nổi tiếng với tuyệt chiêu 'Vũ điệu cái chết', sở trường điều khiển gió để tấn công đối thủ.
Fujisaki Madoka và em gái - Deus Fujisaki Arisu: Cô em Arisu là thiên tài trong việc chế tạo Angel, đã từng đưa đến Angelic Layer rất nhiều Angel thiện chiến. Angel lần này của 2 chị em là Mao - nhanh nhẹn và có khả năng phán đoán ý của đối thủ. Tuy nhiên 2 người này thường gian lận bằng cách sử dụng 1 thiết bị khiến Deus đối phương không thể tập trung, cử động của Angel không linh hoạt. Arisu phụ trách điều khiển thiết bị này và đã bị Mihara Oujirou cản lại. Misaki giành chiến thắng. Dù vậy Madoka cũng nhận ra rằng Misaki chắc chắn sẽ thắng, bởi sức mạnh của cô bé là lòng nhiệt thành. Ở cuộc thi cấp quốc gia, Arisu đã tạo ra một Angel mới cùng tên với mình - Arisu, thuộc loại Angel thăng bằng.
Mihara Oujirou: Em trai Mihara Ichiro, hiện là 1 Deus rất mạnh ở Nhật Bản. Anh không tham gia Đại hội lần này, nhưng cũng đã đến dự để gặp Misaki. Anh được mệnh danh là 'Quý công tử Layer', được rất nhiều cô gái ái mộ bởi không chỉ tài giỏi mà còn rất đẹp trai. Anh có Angel là Wizard, dùng tĩnh điện để phòng ngự. Trong manga, anh thích bạn thân của Misaki - Kizaki Tamayo.
Saitou Kaede: Cô sở hữu Angel Buranshe, thuộc loại Angel tốc độ như Angel Hiraku.
Jounouchi Sai: Khi thi đấu cô rất lạnh lùng, được gọi là 'Cỗ máy băng giá'. Một trong những người phát hiện ra điểm yếu của angel Hikaru. Cô có Angel là Shirahime.
Kobayoshi Kotaro: Anh trai của Hakoto, thường bị Tamayo hạ gục mọi lúc mọi nơi. Anh sau này trở thành bạn trai của Misaki.
Kizaki Tamayo: Cô có khoảng 48 chiêu dùng để hạ Kotaro. Trước đây, cô tưởng mình thích Misaki, nhưng đến cuối manga cô lại thích Oujirou.
Mihara Ichiro: Anh được mệnh danh là "cha đẻ của Angelic Layer" nhưng giới thiệu với Misaki mình tên là Icchan. Anh chính là người giới thiệu cho Misaki về Angelic Layer. Anh cũng giúp đỡ cô luyện tập và sửa chữa Hiraku.